# Салданья (город)
Салда́нья (африк. Saldanha) — город в ЮАР. Население 22 000 человек. Расположен в 110 км к северу от Кейптауна на северном берегу залива Салданья-Бей, в Западной Капской провинции, ЮАР.
Его расположение на берегу природной защищённой гавани привело к развитию в городе крупного порта, через который производится экспорт железной руды, добываемой в Северо-Капской провинции.

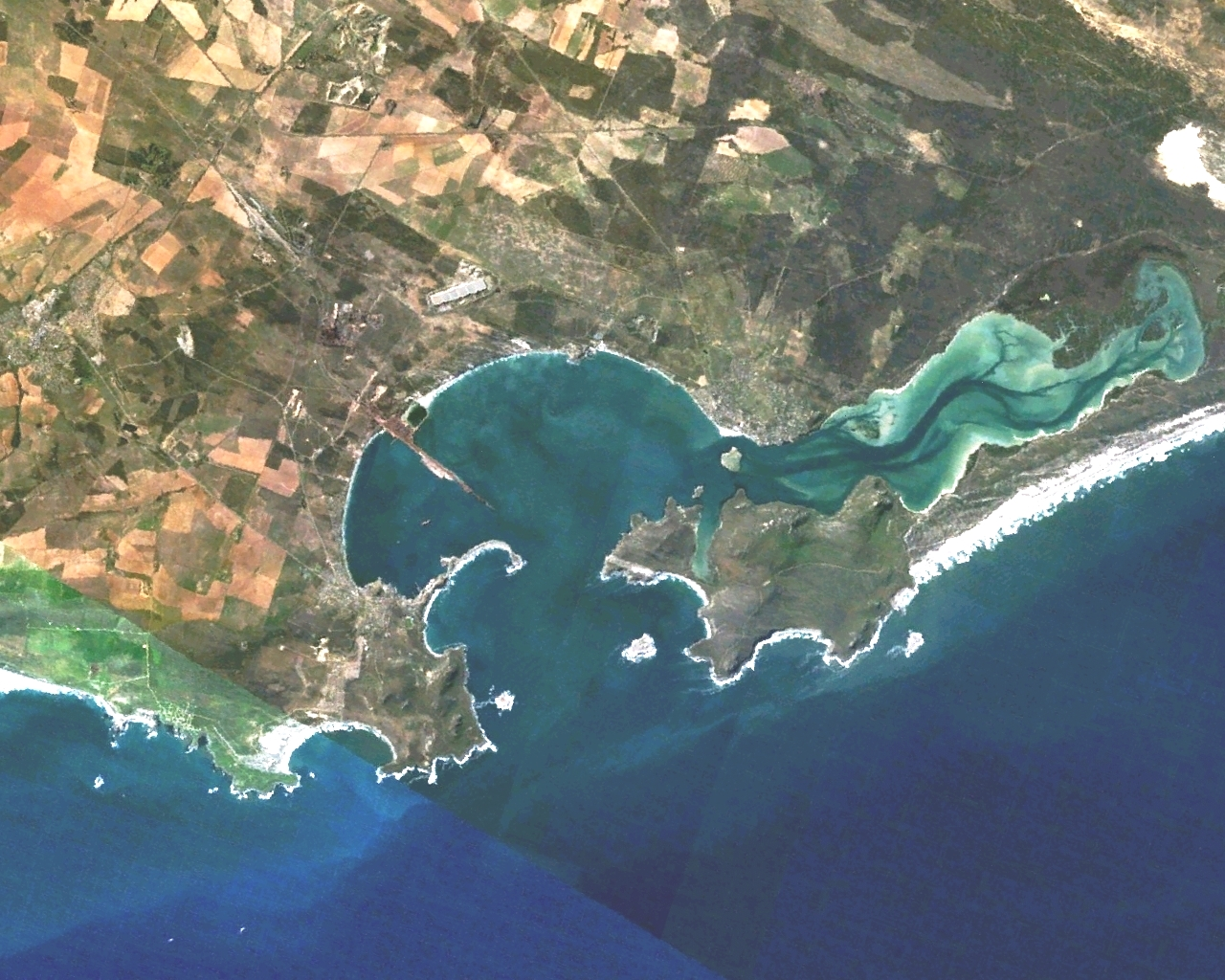
Вид на бухту Салданья-Бей из космоса. Справа видна лагуна Лангебан